# Don Balón
Don Balón a fost o revistă sportivă săptămânală spaniolă, specializată în fotbalul spaniol și internațional. Ea era distribuită pe 5 continente.
Revista a fost fondată în 1975 de José María Casanovas, un bine-cunoscut jurnalist spaniol. În același an el a fondat ziarul sportiv zotidian Sport, care se focusa pe FC Barcelona.
Don Balón a fost membru al European Sports Magazines.
Din 1976 revista conferea anual Premiul Don Balón (Premio Don Balón) celui mai bun fotbalist spaniol, celui mai bun stranier, celui mai bun antrenor, celui mai bun arbitru și descoperirii anului în La Liga.
Revista s-a desființat în septembrie 2011 din cauza crizei economice și a scandalului care a dus la arestarea editorului principal, Rogelio Rengel.